# 杜洛周
杜 洛周（と らくしゅう、生年不詳 - 528年）は、北魏の反乱指導者。本貫は柔玄鎮。吐斤洛周とも書かれる。

## 経歴
525年（孝昌元年）8月、人々を率いて上谷で反乱を起こし、真王の元号を立てた。郡県を攻略し、南の燕州を包囲した。9月、北魏の幽州刺史の常景が行台となり、征虜将軍の元譚が都督となって、洛周の討伐にあたることとなった。526年（孝昌2年）1月、洛周は元譚を軍都で破った。4月、洛周は北魏の都督の李琚を薊城の北で破り、李琚を戦死させた。7月、洛周は別帥の曹紇真を派遣して幽州に進攻させた。常景が都督の于栄を派遣して粟園で迎撃させると、曹紇真は敗れて斬られた。9月、洛周は常景に敗れ、部下の武川王賀抜文興や別帥の侯莫陳升を斬られた。11月、洛周は范陽を攻め落とし、幽州刺史の王延年と行台の常景を捕らえた。528年（武泰元年）1月、洛周は中山を攻め落とし、定州刺史の楊津を捕らえた。瀛州刺史の元寧が州城ごと洛周に降伏した。2月、洛周は葛栄に殺害され、その部下は葛栄に併呑された。

## 伝記資料
- 『魏書』巻9 粛宗紀第9
- 『北史』巻4 魏本紀第4